# Atlético Malabo
L'Atlético Malabo est un club de football équatoguinéen basé à Malabo, capitale du pays.
C'est l'un des grands clubs du pays. Il a gagné le titre national 3 fois en 1981, 1982, 2003 et il a remporté 6 Coupe de Guinée équatoriale.

## Palmarès
- Championnat de Guinée équatoriale (3) 
  - Champion : 1981, 1982, 2003

- Coupe de Guinée équatoriale (6) 
  - Vainqueur : 1985, 1987, 1988, 1990, 1991, 2001
  - Finaliste : 2007